# 265 г. пр.н.е.
265 (двеста шестдесет и пета) година преди новата ера (пр.н.е.) е година от доюлианския (Помпилийски) римски календар.

## Събития

### В Римската република
- Консули са Квинт Фабий Максим Гург и Луций Мамилий Витул.
- Волсинии (Volsinii Veteres) е завладян от римляните и разрушен, а жителите принудени да се заселят във Волсинии Нови (Volsinii Novi).[1]

### В Сицилия
- Мамертинците са победени от тирана на Сиракуза по време на извършен от тях грабителски набег на остров Сицилия и обсадени в Месина.[2]

### В Гърция
- Спартанският цар Арей I е убит в битка с македонския цар Антигон II Гонат край Коринт по време на Хремонидовата война.[3]

## Починали
- Арей I, цар на Спарта